# Двоструко обрнуто клатно
Двоструко обрнуто клатно представља комбинацију обрнутог клатна и двоструког клатна . Двоструко обрнуто клатно је нестабилно, што значи да ће да падне уколико се не контролише на неки начин. Две главне начина контроле над обрнутим клатном су померање основе, као са обрнутим клатном, или применом обртног момента на тачки окретања између два клатна. 